# Delfini (glazbeni sastav, Zagreb)
Delfini su rock sastav osnovan 1963. godine u Zagrebu.

## Povijest sastava
Delfine su 1963. godine osnovali Mladen Šurina (solo gitara), Branimir Baković (ritam gitara), Rajmond Ruić (bas-gitara), Vladimir Stošić (klavijature), Velimir Neidhardt (bubnjevi) i Zdenko Juran (vokal).
Za razliku od ostalih sastava tog vremena hrvatskog ranog rock and rolla, koji su većinom počeli s instrumentalnom glazbom, Delfini su odmah na početku istaknuli vokal i svog frontmena Zdenka Jurana. Svojim ranim izvedbama skladbi "Hippy hippy Shake", "Good Golly Miss Molly", te malo novije "Gloria", ubrzo su privukli pozornost glazbenih stručnjaka, urednika Radio Zagreba i vodeće ljude zagrebačkog festivala i Jugotona. Nastupali su po mnogim plesnim dvoranama, a prvi puta su predstavljeni i u zagrebačkom Dramskom kazalištu, gdje se Sarapa pokazao kao vrstan gitarist, a Ruić kao odličan basist i skladatelj, međutim najveću pozornost ostvario je pjevač Zdenko Juran.
Debitiraju na Zagrebfestu '66, gdje su nastupili kao treći rock sastav nakon Bijelih strijela 1963. i Crvenih koralja 1965. godine. Sljedeće godine također imaju vrlo uspješan nastup na Zagrebfestu ali ne osvajaju niti jednu ključnu nagradu. U jesen 1966. godine umjesto Šurine i Stošića u sastav dolaze Nikola Sarapa (gitara) iz Zlatnih akorda i Petko Kantardžijev (klavijature) iz Bezimenih. Početkom 1967. godine u ovoj postavi snimaju svoj prvi singl. Na ploči se nalaze skladbe "Noćas kad si otišla", koju je napisao Branimir Baković, "I'll Go Crazy" od Jamesa Browna (ali verzija soulera Mitcha Rydera), "Gloria" od sastava Them, te obrada makedonske narodne skladbe "Kaleš bre Anđo". Za belgijsku diskografsku kuću po imenom The Delfins snimili su singl na kojem se nalazi obrada skladbe "Glorija" i "Napoli Guitar" od Crvenih koralja.
Nakon Zagrebfesta '67 ostvarili su suradnju Rajmond Ruić i Maja Perfiljeva u skladbi "Ne pitaj me ništa", te objavili svoj drugi singl koji sadrži još i skladbe "Najljepši dan" od Ivice Krajače i Nikice Kalogjere, "Bebel" koju je Krajač posvetio glumcu Jeanu Paulu Belmondu i "The Most Exclusive Residence For Sale (Najljepša kuća na prodaju)" obrada Raya Daviesa.
1967. bila im je godina najvećeg postignuća ali također i godina njihovog raspada. Nakon završetka studija Sarapa (povremeno nastupa sa sastavima Stop i Zlatni akordi), Baković, Neidhardt i Kantardžijev posvećuju se drugim i sigurnijim poslovima. Baković je postao umjetnički fotograf, Neidhardt profesor na Arhitektonskom fakultetu u Zagrebu, a Petko je karijeru nastavio kao skladatelj, tonski majstor i producent u Radio Zagrebu i Jugotonu. Juran je postao glazbeni menadžer, dok je Ruić nakon što je napisao veliku uspješnicu "Ulica jorgovana", otputovao u daleku Australiju.

## Diskografija
- 1967. - "Gloria" / "Noćas kad si otišla" / I'll Go Crazy" / "Kaleš bre Anđo" (Jugoton)
- 1967. - "Ne pitaj me ništa" / "Najljepši dan" / "Bebel" / "Najljepša kuća na prodaju" (Jugoton)

## Vanjske poveznice
- Discogs.com - Delfini